# Solid (KDE)
Solid是KDE 4新的設備集成框架。它的功能類似KDE的多媒體支柱 Phonon ;其本身不涉足管理硬體，而是提供一個單一的API讓應用程式使用實際处理底层设备的后端。任何所有后端皆可被代換而不需修改應用程式，使用Solid 將具備靈活性和可攜性。目前的使用的后端有 HAL，Networkmanager和BlueZ（官方的Linux藍牙堆棧）。
Solid將硬件分為許多獨立運作的“域”(domains)，可能會因需要增加域。 例如一個域可能是藍牙和另一個可能是電源管理。KDE 4和其廣受歡迎的應用程式廣泛的使用Solid，使他們更了解硬件事件，更容易發展。

## 外部連結
- Solid 官方網站
- 通向KDE4之路（十四）：Solid将为KDE带来的硬件控制技术[永久]